# Eet- en drinkgerei

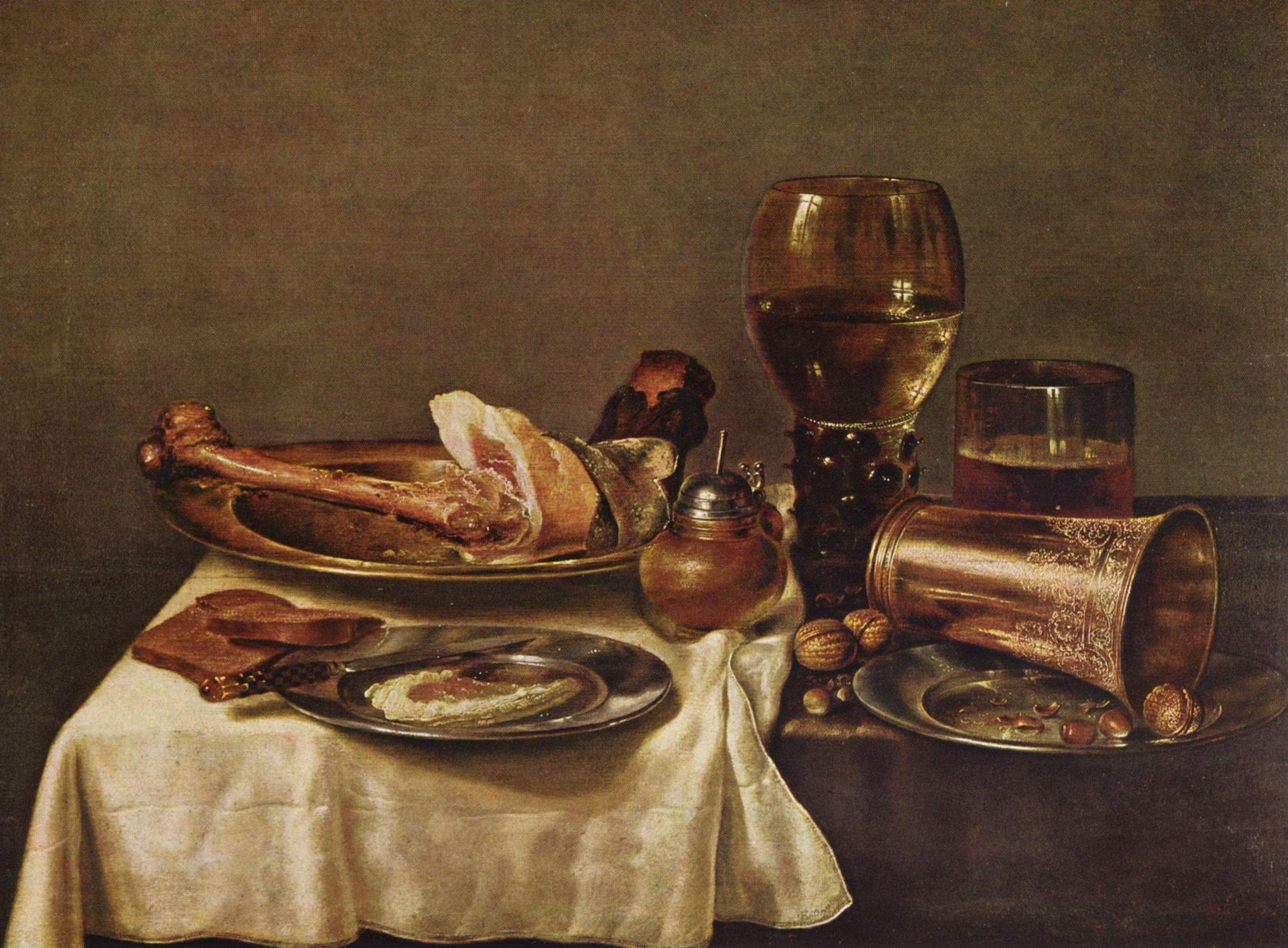
Stilleven met eetgerei
Willem Claesz. Heda
1635

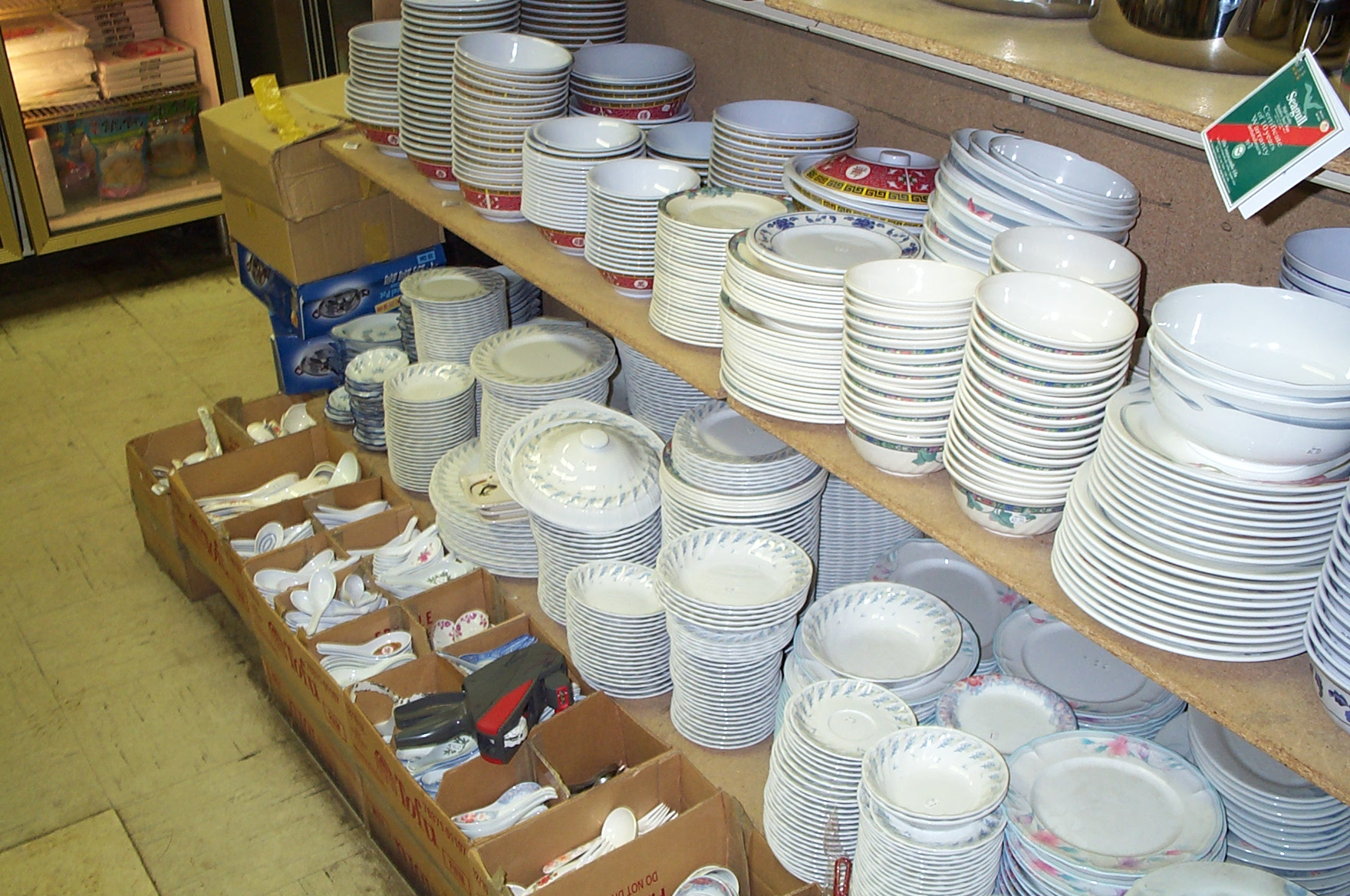
Porseleinen serviesgoed

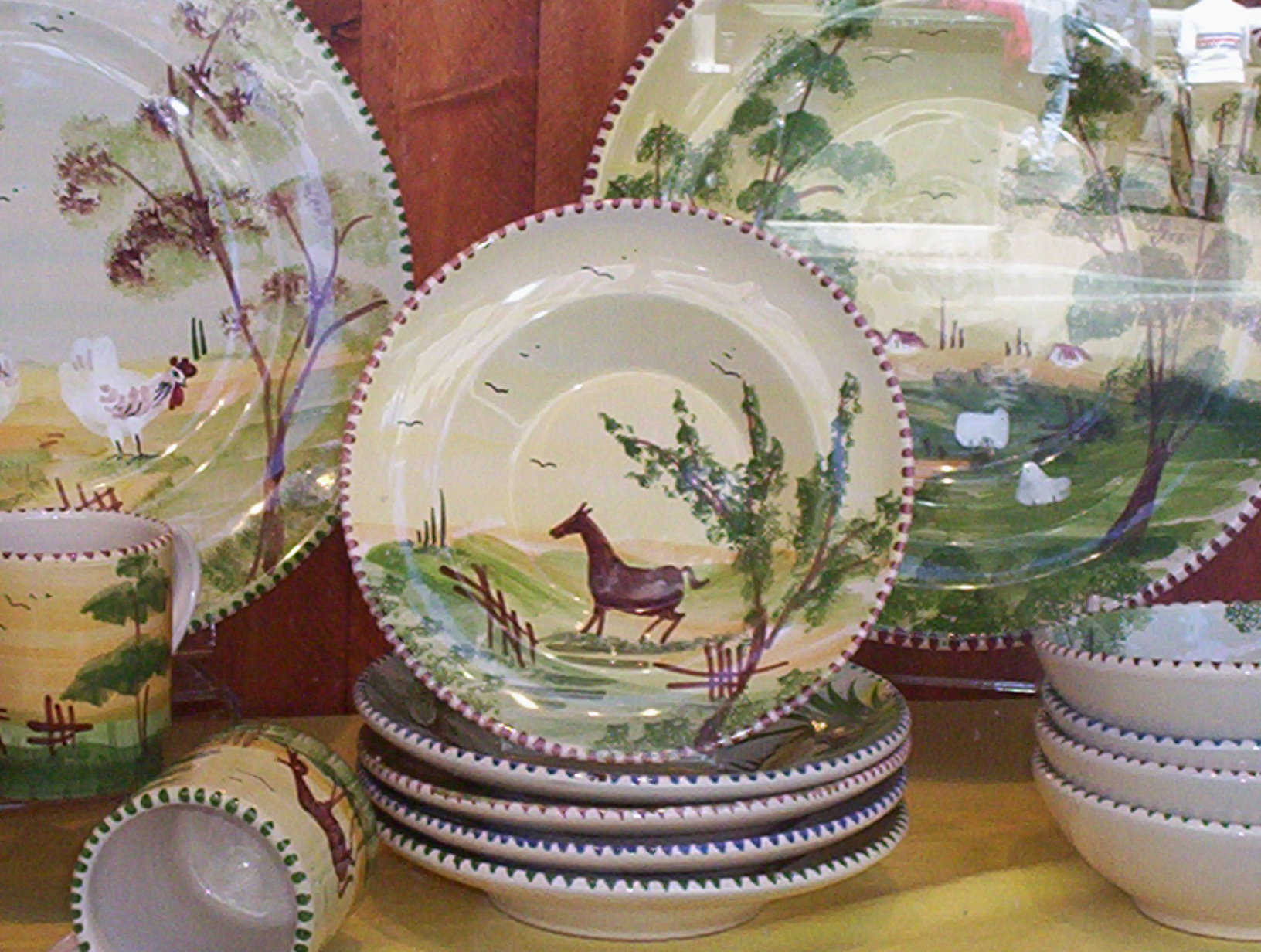
Keramisch, met de hand versierd serviesgoed

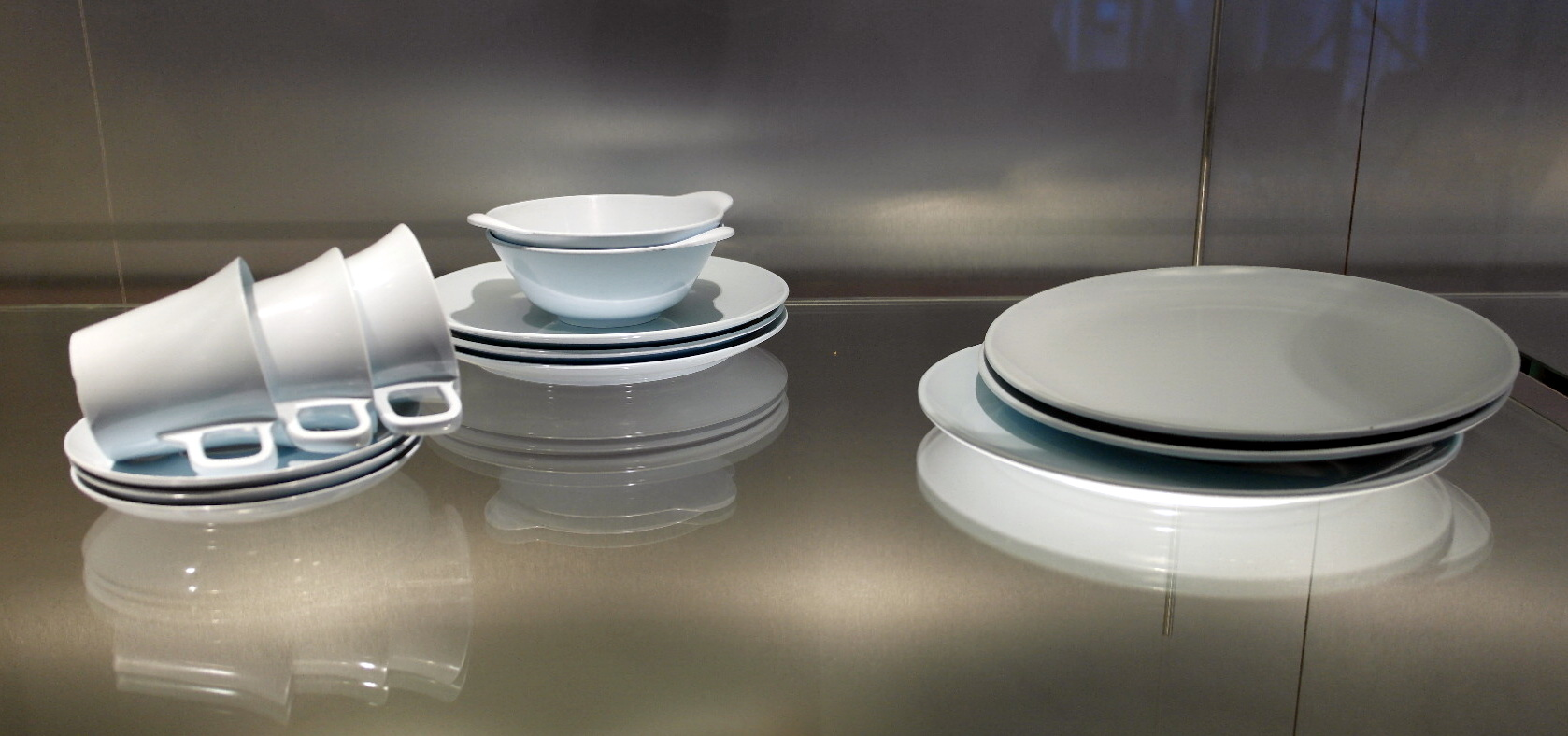
Servies Mosalite gemaakt van melamine
geproduceerd door Mosa van 1960-'62
collectie Centre Céramique, Maastricht

Eet- en drinkgerei of tafelgerei is de algemene benaming voor alle voorwerpen die worden gebruikt bij het eten en drinken. Voor het eten worden daar zowel het serviesgoed, het bestek als de glazen onder verstaan. Onder keukengerei wordt soms ook het eet- en drinkgerei verstaan, maar meestal worden met keukengerei de voorwerpen voor het klaarmaken van maaltijden bedoeld.

## Geschiedenis
Eet- en drinkgerei zoals drinkkommen, kroezen en schotels werd reeds in de oudheid gebruikt. Pas sinds de 16e eeuw kregen de borden hun huidige vorm met een verdieping in het midden. Daarvoor was het meeste dat als ondergrond voor spijzen diende van hout of tin, ook binnen de adellijke kringen. Uit geschriften van Desiderius Erasmus blijkt dat men zelfs binnen voorname families zowel het eet- als het drinkgerei meestal deelde. Tot aan de Nieuwe Tijd waren de drinkbekers meestal van metaal. Binnen de hogere kringen bezat men behalve kruidenhouders, drinkbekers en houten eetplanken ook tinnen of zilveren tafelbestek. Het gewone volk had daarentegen vaak niet eens een eetplank: men at direct uit de kookpan of van een gezamenlijke schotel.
Toen in Europa de dranken koffie en thee werden ingevoerd was daarmee het gebruik van nieuwe drinkbekers noodzakelijk, omdat het metaal de smaak veranderde en bovendien te warm werd. Vanuit China werden porseleinen drinkschalen zonder handvat geïmporteerd, waaraan men zich echter ook bleef branden. In Europa werden daarop ongeveer tegelijk met de koffiekannen, die uit metaal (zilver, tin, messing of geëmailleerd blik) bestonden, de kopjes met een oor geïntroduceerd, die gaandeweg allerlei verschillende vormen kregen. Vanaf de 18e eeuw kwamen ook de onderschotels (schoteltjes) in gebruik.
Van de 17e tot de 19e eeuw namen adellijke lieden op doorreis vaak hun eigen eetgerei, inclusief eierhouders, in koffers mee, omdat er in gasthuizen geen eetgerei was dat ze bij hun positie vonden passen. In de 20e eeuw werd er compact eetgerei ontworpen dat speciaal geschikt was voor militairen, kamperen en picknicken. In de jaren vijftig en zestig van de 20e eeuw raakten de brooddoos en de thermosfles in gebruik.

## Serviesgoed
Serviesgoed is de verzamelnaam voor alle eetgerei, uitgezonderd het bestek, dat van porselein, aardewerk of een ander materiaal is gemaakt. Borden en bekers tellen onder het serviesgoed, de glazen daarentegen niet. Serviesgoed werd in het verleden gemaakt van bijvoorbeeld hout, metaal, glas of steen. Soms werden er zelfs edelstenen in verwerkt.
Serviesgoed aan boord van een schip heet ook wel komaliewant.
Voorbeelden van serviesgoed zijn:
- kopjes
- kommen
- schotels
- borden
- dekschalen
- soepterrine
- sauskom
- botervloot
- eierdopjes
- Theepot, zie de Theepot van Doorniks porselein